# سیگما¹ خرس بزرگ
سیگما¹ خرس بزرگ یک ستاره است که در صورت فلکی خرس بزرگ قرار دارد.